# منطقه اوبوک
منطقه اوبوک (به عربی: إقلیم أوبوک) یک منطقه در جیبوتی است که در جیبوتی واقع شده‌است.

## خصوصیات
منطقه اوبوک ۴٬۷۰۰ کیلومترمربع مساحت و ۴۲٬۲۷۷ نفر جمعیت دارد.